# Okręgowe rozgrywki w piłce nożnej woj. zielonogórskiego (1960)
10. Edycja okręgowych rozgrywek w piłce nożnej województwa zielonogórskiego

Okręgowe rozgrywki w piłce nożnej województwa zielonogórskiego prowadzone są przez Okręgowy Związek Piłki Nożnej w Zielonej Górze, rozgrywane były w czterech ligach, najwyższym poziomem jest klasa okręgowa, Klasa A gr. Północna, Południowa Klasa B (4 grup) oraz klasa C (12 grup).
Rozgrywki w sezonie 1960 odbywały się wiosną i latem, następny sezon 1960/1961 rozgrywano systemem jesień-wiosna.
Mistrzostwo Okręgu zdobyła Czarni Żagań.

Okręgowy Puchar Polski – nie był rozgrywany.
Drużyny z województwa zielonogórskiego występujące w centralnych i makroregionalnych poziomach rozgrywkowych:
- I Liga – brak
- II Liga – Unia Gorzów Wielkopolski

| Rozgrywki | Poziomy | Poziomy rozgrywkowe w sezonie 1960              | Poziomy rozgrywkowe w sezonie 1960              | Poziomy rozgrywkowe w sezonie 1960              | Poziomy rozgrywkowe w sezonie 1960              | Poziomy rozgrywkowe w sezonie 1960              | Poziomy rozgrywkowe w sezonie 1960              | Poziomy rozgrywkowe w sezonie 1960              | Poziomy rozgrywkowe w sezonie 1960              | Poziomy rozgrywkowe w sezonie 1960              | Poziomy rozgrywkowe w sezonie 1960              | Poziomy rozgrywkowe w sezonie 1960              | Poziomy rozgrywkowe w sezonie 1960              | Poziomy rozgrywkowe w sezonie 1960              | Poziomy rozgrywkowe w sezonie 1960              | Poziomy rozgrywkowe w sezonie 1960              | Poziomy rozgrywkowe w sezonie 1960              | Poziomy rozgrywkowe w sezonie 1960              | Poziomy rozgrywkowe w sezonie 1960              | Poziomy rozgrywkowe w sezonie 1960              | Poziomy rozgrywkowe w sezonie 1960              | Poziomy rozgrywkowe w sezonie 1960             | Poziomy rozgrywkowe w sezonie 1960             | Poziomy rozgrywkowe w sezonie 1960             | Poziomy rozgrywkowe w sezonie 1960             | Poziomy rozgrywkowe w sezonie 1960             | Poziomy rozgrywkowe w sezonie 1960             | Poziomy rozgrywkowe w sezonie 1960             | Poziomy rozgrywkowe w sezonie 1960             | Poziomy rozgrywkowe w sezonie 1960             | Poziomy rozgrywkowe w sezonie 1960             | Poziomy rozgrywkowe w sezonie 1960             | Poziomy rozgrywkowe w sezonie 1960             | Poziomy rozgrywkowe w sezonie 1960             | Poziomy rozgrywkowe w sezonie 1960             | Poziomy rozgrywkowe w sezonie 1960             | Poziomy rozgrywkowe w sezonie 1960             | Poziomy rozgrywkowe w sezonie 1960             | Poziomy rozgrywkowe w sezonie 1960             | Poziomy rozgrywkowe w sezonie 1960             | Poziomy rozgrywkowe w sezonie 1960             | Poziomy rozgrywkowe w sezonie 1960                 | Poziomy rozgrywkowe w sezonie 1960                 | Poziomy rozgrywkowe w sezonie 1960                 | Poziomy rozgrywkowe w sezonie 1960                 | Poziomy rozgrywkowe w sezonie 1960                 | Poziomy rozgrywkowe w sezonie 1960                 | Poziomy rozgrywkowe w sezonie 1960                 | Poziomy rozgrywkowe w sezonie 1960                 | Poziomy rozgrywkowe w sezonie 1960                 | Poziomy rozgrywkowe w sezonie 1960                 | Poziomy rozgrywkowe w sezonie 1960                 | Poziomy rozgrywkowe w sezonie 1960                 | Poziomy rozgrywkowe w sezonie 1960                 | Poziomy rozgrywkowe w sezonie 1960                 | Poziomy rozgrywkowe w sezonie 1960                 | Poziomy rozgrywkowe w sezonie 1960                 | Poziomy rozgrywkowe w sezonie 1960                 | Poziomy rozgrywkowe w sezonie 1960                 | Poziomy rozgrywkowe w sezonie 1960                 | Poziomy rozgrywkowe w sezonie 1960                 | Poziomy rozgrywkowe w sezonie 1960              | Poziomy rozgrywkowe w sezonie 1960              | Poziomy rozgrywkowe w sezonie 1960              | Poziomy rozgrywkowe w sezonie 1960              | Poziomy rozgrywkowe w sezonie 1960              | Poziomy rozgrywkowe w sezonie 1960              | Poziomy rozgrywkowe w sezonie 1960              | Poziomy rozgrywkowe w sezonie 1960              | Poziomy rozgrywkowe w sezonie 1960              | Poziomy rozgrywkowe w sezonie 1960              | Poziomy rozgrywkowe w sezonie 1960              | Poziomy rozgrywkowe w sezonie 1960              | Poziomy rozgrywkowe w sezonie 1960              | Poziomy rozgrywkowe w sezonie 1960              | Poziomy rozgrywkowe w sezonie 1960              | Poziomy rozgrywkowe w sezonie 1960              | Poziomy rozgrywkowe w sezonie 1960              | Poziomy rozgrywkowe w sezonie 1960              | Poziomy rozgrywkowe w sezonie 1960              | Poziomy rozgrywkowe w sezonie 1960              |
| --------- | ------- | ----------------------------------------------- | ----------------------------------------------- | ----------------------------------------------- | ----------------------------------------------- | ----------------------------------------------- | ----------------------------------------------- | ----------------------------------------------- | ----------------------------------------------- | ----------------------------------------------- | ----------------------------------------------- | ----------------------------------------------- | ----------------------------------------------- | ----------------------------------------------- | ----------------------------------------------- | ----------------------------------------------- | ----------------------------------------------- | ----------------------------------------------- | ----------------------------------------------- | ----------------------------------------------- | ----------------------------------------------- | ---------------------------------------------- | ---------------------------------------------- | ---------------------------------------------- | ---------------------------------------------- | ---------------------------------------------- | ---------------------------------------------- | ---------------------------------------------- | ---------------------------------------------- | ---------------------------------------------- | ---------------------------------------------- | ---------------------------------------------- | ---------------------------------------------- | ---------------------------------------------- | ---------------------------------------------- | ---------------------------------------------- | ---------------------------------------------- | ---------------------------------------------- | ---------------------------------------------- | ---------------------------------------------- | ---------------------------------------------- | -------------------------------------------------- | -------------------------------------------------- | -------------------------------------------------- | -------------------------------------------------- | -------------------------------------------------- | -------------------------------------------------- | -------------------------------------------------- | -------------------------------------------------- | -------------------------------------------------- | -------------------------------------------------- | -------------------------------------------------- | -------------------------------------------------- | -------------------------------------------------- | -------------------------------------------------- | -------------------------------------------------- | -------------------------------------------------- | -------------------------------------------------- | -------------------------------------------------- | -------------------------------------------------- | -------------------------------------------------- | ----------------------------------------------- | ----------------------------------------------- | ----------------------------------------------- | ----------------------------------------------- | ----------------------------------------------- | ----------------------------------------------- | ----------------------------------------------- | ----------------------------------------------- | ----------------------------------------------- | ----------------------------------------------- | ----------------------------------------------- | ----------------------------------------------- | ----------------------------------------------- | ----------------------------------------------- | ----------------------------------------------- | ----------------------------------------------- | ----------------------------------------------- | ----------------------------------------------- | ----------------------------------------------- | ----------------------------------------------- |
| Centralne | I       | I Liga                                          | I Liga                                          | I Liga                                          | I Liga                                          | I Liga                                          | I Liga                                          | I Liga                                          | I Liga                                          | I Liga                                          | I Liga                                          | I Liga                                          | I Liga                                          | I Liga                                          | I Liga                                          | I Liga                                          | I Liga                                          | I Liga                                          | I Liga                                          | I Liga                                          | I Liga                                          | I Liga                                         | I Liga                                         | I Liga                                         | I Liga                                         | I Liga                                         | I Liga                                         | I Liga                                         | I Liga                                         | I Liga                                         | I Liga                                         | I Liga                                         | I Liga                                         | I Liga                                         | I Liga                                         | I Liga                                         | I Liga                                         | I Liga                                         | I Liga                                         | I Liga                                         | I Liga                                         | I Liga                                             | I Liga                                             | I Liga                                             | I Liga                                             | I Liga                                             | I Liga                                             | I Liga                                             | I Liga                                             | I Liga                                             | I Liga                                             | I Liga                                             | I Liga                                             | I Liga                                             | I Liga                                             | I Liga                                             | I Liga                                             | I Liga                                             | I Liga                                             | I Liga                                             | I Liga                                             | I Liga                                          | I Liga                                          | I Liga                                          | I Liga                                          | I Liga                                          | I Liga                                          | I Liga                                          | I Liga                                          | I Liga                                          | I Liga                                          | I Liga                                          | I Liga                                          | I Liga                                          | I Liga                                          | I Liga                                          | I Liga                                          | I Liga                                          | I Liga                                          | I Liga                                          | I Liga                                          |
| Centralne | II      | II Liga – gr.Płn.                               | II Liga – gr.Płn.                               | II Liga – gr.Płn.                               | II Liga – gr.Płn.                               | II Liga – gr.Płn.                               | II Liga – gr.Płn.                               | II Liga – gr.Płn.                               | II Liga – gr.Płn.                               | II Liga – gr.Płn.                               | II Liga – gr.Płn.                               | II Liga – gr.Płn.                               | II Liga – gr.Płn.                               | II Liga – gr.Płn.                               | II Liga – gr.Płn.                               | II Liga – gr.Płn.                               | II Liga – gr.Płn.                               | II Liga – gr.Płn.                               | II Liga – gr.Płn.                               | II Liga – gr.Płn.                               | II Liga – gr.Płn.                               | II Liga – gr.Płn.                              | II Liga – gr.Płn.                              | II Liga – gr.Płn.                              | II Liga – gr.Płn.                              | II Liga – gr.Płn.                              | II Liga – gr.Płn.                              | II Liga – gr.Płn.                              | II Liga – gr.Płn.                              | II Liga – gr.Płn.                              | II Liga – gr.Płn.                              | II Liga – gr.Płn.                              | II Liga – gr.Płn.                              | II Liga – gr.Płn.                              | II Liga – gr.Płn.                              | II Liga – gr.Płn.                              | II Liga – gr.Płn.                              | II Liga – gr.Płn.                              | II Liga – gr.Płn.                              | II Liga – gr.Płn.                              | II Liga – gr.Płn.                              | II Liga – gr.Płd.                                  | II Liga – gr.Płd.                                  | II Liga – gr.Płd.                                  | II Liga – gr.Płd.                                  | II Liga – gr.Płd.                                  | II Liga – gr.Płd.                                  | II Liga – gr.Płd.                                  | II Liga – gr.Płd.                                  | II Liga – gr.Płd.                                  | II Liga – gr.Płd.                                  | II Liga – gr.Płd.                                  | II Liga – gr.Płd.                                  | II Liga – gr.Płd.                                  | II Liga – gr.Płd.                                  | II Liga – gr.Płd.                                  | II Liga – gr.Płd.                                  | II Liga – gr.Płd.                                  | II Liga – gr.Płd.                                  | II Liga – gr.Płd.                                  | II Liga – gr.Płd.                                  | II Liga – gr.Płd.                               | II Liga – gr.Płd.                               | II Liga – gr.Płd.                               | II Liga – gr.Płd.                               | II Liga – gr.Płd.                               | II Liga – gr.Płd.                               | II Liga – gr.Płd.                               | II Liga – gr.Płd.                               | II Liga – gr.Płd.                               | II Liga – gr.Płd.                               | II Liga – gr.Płd.                               | II Liga – gr.Płd.                               | II Liga – gr.Płd.                               | II Liga – gr.Płd.                               | II Liga – gr.Płd.                               | II Liga – gr.Płd.                               | II Liga – gr.Płd.                               | II Liga – gr.Płd.                               | II Liga – gr.Płd.                               | II Liga – gr.Płd.                               |
| Okręgowe  | III     | Liga Okręgowa                                   | Liga Okręgowa                                   | Liga Okręgowa                                   | Liga Okręgowa                                   | Liga Okręgowa                                   | Liga Okręgowa                                   | Liga Okręgowa                                   | Liga Okręgowa                                   | Liga Okręgowa                                   | Liga Okręgowa                                   | Liga Okręgowa                                   | Liga Okręgowa                                   | Liga Okręgowa                                   | Liga Okręgowa                                   | Liga Okręgowa                                   | Liga Okręgowa                                   | Liga Okręgowa                                   | Liga Okręgowa                                   | Liga Okręgowa                                   | Liga Okręgowa                                   | Liga Okręgowa                                  | Liga Okręgowa                                  | Liga Okręgowa                                  | Liga Okręgowa                                  | Liga Okręgowa                                  | Liga Okręgowa                                  | Liga Okręgowa                                  | Liga Okręgowa                                  | Liga Okręgowa                                  | Liga Okręgowa                                  | Liga Okręgowa                                  | Liga Okręgowa                                  | Liga Okręgowa                                  | Liga Okręgowa                                  | Liga Okręgowa                                  | Liga Okręgowa                                  | Liga Okręgowa                                  | Liga Okręgowa                                  | Liga Okręgowa                                  | Liga Okręgowa                                  | Liga Okręgowa                                      | Liga Okręgowa                                      | Liga Okręgowa                                      | Liga Okręgowa                                      | Liga Okręgowa                                      | Liga Okręgowa                                      | Liga Okręgowa                                      | Liga Okręgowa                                      | Liga Okręgowa                                      | Liga Okręgowa                                      | Liga Okręgowa                                      | Liga Okręgowa                                      | Liga Okręgowa                                      | Liga Okręgowa                                      | Liga Okręgowa                                      | Liga Okręgowa                                      | Liga Okręgowa                                      | Liga Okręgowa                                      | Liga Okręgowa                                      | Liga Okręgowa                                      | Liga Okręgowa                                   | Liga Okręgowa                                   | Liga Okręgowa                                   | Liga Okręgowa                                   | Liga Okręgowa                                   | Liga Okręgowa                                   | Liga Okręgowa                                   | Liga Okręgowa                                   | Liga Okręgowa                                   | Liga Okręgowa                                   | Liga Okręgowa                                   | Liga Okręgowa                                   | Liga Okręgowa                                   | Liga Okręgowa                                   | Liga Okręgowa                                   | Liga Okręgowa                                   | Liga Okręgowa                                   | Liga Okręgowa                                   | Liga Okręgowa                                   | Liga Okręgowa                                   |
| Okręgowe  | IV      | Klasa A Północna                                | Klasa A Północna                                | Klasa A Północna                                | Klasa A Północna                                | Klasa A Północna                                | Klasa A Północna                                | Klasa A Północna                                | Klasa A Północna                                | Klasa A Północna                                | Klasa A Północna                                | Klasa A Północna                                | Klasa A Północna                                | Klasa A Północna                                | Klasa A Północna                                | Klasa A Północna                                | Klasa A Północna                                | Klasa A Północna                                | Klasa A Północna                                | Klasa A Północna                                | Klasa A Północna                                | Klasa A Północna                               | Klasa A Północna                               | Klasa A Północna                               | Klasa A Północna                               | Klasa A Północna                               | Klasa A Północna                               | Klasa A Północna                               | Klasa A Północna                               | Klasa A Północna                               | Klasa A Północna                               | Klasa A Północna                               | Klasa A Północna                               | Klasa A Północna                               | Klasa A Północna                               | Klasa A Północna                               | Klasa A Północna                               | Klasa A Północna                               | Klasa A Północna                               | Klasa A Północna                               | Klasa A Północna                               | Klasa A Południowa                                 | Klasa A Południowa                                 | Klasa A Południowa                                 | Klasa A Południowa                                 | Klasa A Południowa                                 | Klasa A Południowa                                 | Klasa A Południowa                                 | Klasa A Południowa                                 | Klasa A Południowa                                 | Klasa A Południowa                                 | Klasa A Południowa                                 | Klasa A Południowa                                 | Klasa A Południowa                                 | Klasa A Południowa                                 | Klasa A Południowa                                 | Klasa A Południowa                                 | Klasa A Południowa                                 | Klasa A Południowa                                 | Klasa A Południowa                                 | Klasa A Południowa                                 | Klasa A Południowa                              | Klasa A Południowa                              | Klasa A Południowa                              | Klasa A Południowa                              | Klasa A Południowa                              | Klasa A Południowa                              | Klasa A Południowa                              | Klasa A Południowa                              | Klasa A Południowa                              | Klasa A Południowa                              | Klasa A Południowa                              | Klasa A Południowa                              | Klasa A Południowa                              | Klasa A Południowa                              | Klasa A Południowa                              | Klasa A Południowa                              | Klasa A Południowa                              | Klasa A Południowa                              | Klasa A Południowa                              | Klasa A Południowa                              |
| Okręgowe  | V       | Kl. B – gr. Gorzów Wlkp.                        | Kl. B – gr. Gorzów Wlkp.                        | Kl. B – gr. Gorzów Wlkp.                        | Kl. B – gr. Gorzów Wlkp.                        | Kl. B – gr. Gorzów Wlkp.                        | Kl. B – gr. Gorzów Wlkp.                        | Kl. B – gr. Gorzów Wlkp.                        | Kl. B – gr. Gorzów Wlkp.                        | Kl. B – gr. Gorzów Wlkp.                        | Kl. B – gr. Gorzów Wlkp.                        | Kl. B – gr. Gorzów Wlkp.                        | Kl. B – gr. Gorzów Wlkp.                        | Kl. B – gr. Gorzów Wlkp.                        | Kl. B – gr. Gorzów Wlkp.                        | Kl. B – gr. Gorzów Wlkp.                        | Kl. B – gr. Gorzów Wlkp.                        | Kl. B – gr. Gorzów Wlkp.                        | Kl. B – gr. Gorzów Wlkp.                        | Kl. B – gr. Gorzów Wlkp.                        | Kl. B – gr. Gorzów Wlkp.                        | Kl. B – gr.II Świebodzin                       | Kl. B – gr.II Świebodzin                       | Kl. B – gr.II Świebodzin                       | Kl. B – gr.II Świebodzin                       | Kl. B – gr.II Świebodzin                       | Kl. B – gr.II Świebodzin                       | Kl. B – gr.II Świebodzin                       | Kl. B – gr.II Świebodzin                       | Kl. B – gr.II Świebodzin                       | Kl. B – gr.II Świebodzin                       | Kl. B – gr.II Świebodzin                       | Kl. B – gr.II Świebodzin                       | Kl. B – gr.II Świebodzin                       | Kl. B – gr.II Świebodzin                       | Kl. B – gr.II Świebodzin                       | Kl. B – gr.II Świebodzin                       | Kl. B – gr.II Świebodzin                       | Kl. B – gr.II Świebodzin                       | Kl. B – gr.II Świebodzin                       | Kl. B – gr.II Świebodzin                       | Kl. B – gr.III Zielona Góra                        | Kl. B – gr.III Zielona Góra                        | Kl. B – gr.III Zielona Góra                        | Kl. B – gr.III Zielona Góra                        | Kl. B – gr.III Zielona Góra                        | Kl. B – gr.III Zielona Góra                        | Kl. B – gr.III Zielona Góra                        | Kl. B – gr.III Zielona Góra                        | Kl. B – gr.III Zielona Góra                        | Kl. B – gr.III Zielona Góra                        | Kl. B – gr.III Zielona Góra                        | Kl. B – gr.III Zielona Góra                        | Kl. B – gr.III Zielona Góra                        | Kl. B – gr.III Zielona Góra                        | Kl. B – gr.III Zielona Góra                        | Kl. B – gr.III Zielona Góra                        | Kl. B – gr.III Zielona Góra                        | Kl. B – gr.III Zielona Góra                        | Kl. B – gr.III Zielona Góra                        | Kl. B – gr.III Zielona Góra                        | Kl. B – gr.IV Żary                              | Kl. B – gr.IV Żary                              | Kl. B – gr.IV Żary                              | Kl. B – gr.IV Żary                              | Kl. B – gr.IV Żary                              | Kl. B – gr.IV Żary                              | Kl. B – gr.IV Żary                              | Kl. B – gr.IV Żary                              | Kl. B – gr.IV Żary                              | Kl. B – gr.IV Żary                              | Kl. B – gr.IV Żary                              | Kl. B – gr.IV Żary                              | Kl. B – gr.IV Żary                              | Kl. B – gr.IV Żary                              | Kl. B – gr.IV Żary                              | Kl. B – gr.IV Żary                              | Kl. B – gr.IV Żary                              | Kl. B – gr.IV Żary                              | Kl. B – gr.IV Żary                              | Kl. B – gr.IV Żary                              |
| Okręgowe  | VI      | Klasa C – gr.I Klasa C – gr.II Klasa C – gr.III | Klasa C – gr.I Klasa C – gr.II Klasa C – gr.III | Klasa C – gr.I Klasa C – gr.II Klasa C – gr.III | Klasa C – gr.I Klasa C – gr.II Klasa C – gr.III | Klasa C – gr.I Klasa C – gr.II Klasa C – gr.III | Klasa C – gr.I Klasa C – gr.II Klasa C – gr.III | Klasa C – gr.I Klasa C – gr.II Klasa C – gr.III | Klasa C – gr.I Klasa C – gr.II Klasa C – gr.III | Klasa C – gr.I Klasa C – gr.II Klasa C – gr.III | Klasa C – gr.I Klasa C – gr.II Klasa C – gr.III | Klasa C – gr.I Klasa C – gr.II Klasa C – gr.III | Klasa C – gr.I Klasa C – gr.II Klasa C – gr.III | Klasa C – gr.I Klasa C – gr.II Klasa C – gr.III | Klasa C – gr.I Klasa C – gr.II Klasa C – gr.III | Klasa C – gr.I Klasa C – gr.II Klasa C – gr.III | Klasa C – gr.I Klasa C – gr.II Klasa C – gr.III | Klasa C – gr.I Klasa C – gr.II Klasa C – gr.III | Klasa C – gr.I Klasa C – gr.II Klasa C – gr.III | Klasa C – gr.I Klasa C – gr.II Klasa C – gr.III | Klasa C – gr.I Klasa C – gr.II Klasa C – gr.III | Klasa C – gr.IV Klasa C – gr.V Klasa C – gr.VI | Klasa C – gr.IV Klasa C – gr.V Klasa C – gr.VI | Klasa C – gr.IV Klasa C – gr.V Klasa C – gr.VI | Klasa C – gr.IV Klasa C – gr.V Klasa C – gr.VI | Klasa C – gr.IV Klasa C – gr.V Klasa C – gr.VI | Klasa C – gr.IV Klasa C – gr.V Klasa C – gr.VI | Klasa C – gr.IV Klasa C – gr.V Klasa C – gr.VI | Klasa C – gr.IV Klasa C – gr.V Klasa C – gr.VI | Klasa C – gr.IV Klasa C – gr.V Klasa C – gr.VI | Klasa C – gr.IV Klasa C – gr.V Klasa C – gr.VI | Klasa C – gr.IV Klasa C – gr.V Klasa C – gr.VI | Klasa C – gr.IV Klasa C – gr.V Klasa C – gr.VI | Klasa C – gr.IV Klasa C – gr.V Klasa C – gr.VI | Klasa C – gr.IV Klasa C – gr.V Klasa C – gr.VI | Klasa C – gr.IV Klasa C – gr.V Klasa C – gr.VI | Klasa C – gr.IV Klasa C – gr.V Klasa C – gr.VI | Klasa C – gr.IV Klasa C – gr.V Klasa C – gr.VI | Klasa C – gr.IV Klasa C – gr.V Klasa C – gr.VI | Klasa C – gr.IV Klasa C – gr.V Klasa C – gr.VI | Klasa C – gr.IV Klasa C – gr.V Klasa C – gr.VI | Klasa C – gr.VII Klasa C – gr.VIII Klasa C – gr.IX | Klasa C – gr.VII Klasa C – gr.VIII Klasa C – gr.IX | Klasa C – gr.VII Klasa C – gr.VIII Klasa C – gr.IX | Klasa C – gr.VII Klasa C – gr.VIII Klasa C – gr.IX | Klasa C – gr.VII Klasa C – gr.VIII Klasa C – gr.IX | Klasa C – gr.VII Klasa C – gr.VIII Klasa C – gr.IX | Klasa C – gr.VII Klasa C – gr.VIII Klasa C – gr.IX | Klasa C – gr.VII Klasa C – gr.VIII Klasa C – gr.IX | Klasa C – gr.VII Klasa C – gr.VIII Klasa C – gr.IX | Klasa C – gr.VII Klasa C – gr.VIII Klasa C – gr.IX | Klasa C – gr.VII Klasa C – gr.VIII Klasa C – gr.IX | Klasa C – gr.VII Klasa C – gr.VIII Klasa C – gr.IX | Klasa C – gr.VII Klasa C – gr.VIII Klasa C – gr.IX | Klasa C – gr.VII Klasa C – gr.VIII Klasa C – gr.IX | Klasa C – gr.VII Klasa C – gr.VIII Klasa C – gr.IX | Klasa C – gr.VII Klasa C – gr.VIII Klasa C – gr.IX | Klasa C – gr.VII Klasa C – gr.VIII Klasa C – gr.IX | Klasa C – gr.VII Klasa C – gr.VIII Klasa C – gr.IX | Klasa C – gr.VII Klasa C – gr.VIII Klasa C – gr.IX | Klasa C – gr.VII Klasa C – gr.VIII Klasa C – gr.IX | Klasa C – gr.X Klasa C – gr.XI Klasa C – gr.XII | Klasa C – gr.X Klasa C – gr.XI Klasa C – gr.XII | Klasa C – gr.X Klasa C – gr.XI Klasa C – gr.XII | Klasa C – gr.X Klasa C – gr.XI Klasa C – gr.XII | Klasa C – gr.X Klasa C – gr.XI Klasa C – gr.XII | Klasa C – gr.X Klasa C – gr.XI Klasa C – gr.XII | Klasa C – gr.X Klasa C – gr.XI Klasa C – gr.XII | Klasa C – gr.X Klasa C – gr.XI Klasa C – gr.XII | Klasa C – gr.X Klasa C – gr.XI Klasa C – gr.XII | Klasa C – gr.X Klasa C – gr.XI Klasa C – gr.XII | Klasa C – gr.X Klasa C – gr.XI Klasa C – gr.XII | Klasa C – gr.X Klasa C – gr.XI Klasa C – gr.XII | Klasa C – gr.X Klasa C – gr.XI Klasa C – gr.XII | Klasa C – gr.X Klasa C – gr.XI Klasa C – gr.XII | Klasa C – gr.X Klasa C – gr.XI Klasa C – gr.XII | Klasa C – gr.X Klasa C – gr.XI Klasa C – gr.XII | Klasa C – gr.X Klasa C – gr.XI Klasa C – gr.XII | Klasa C – gr.X Klasa C – gr.XI Klasa C – gr.XII | Klasa C – gr.X Klasa C – gr.XI Klasa C – gr.XII | Klasa C – gr.X Klasa C – gr.XI Klasa C – gr.XII |

Mecze Unii Gorzów Wielkopolski w II lidze:

1 KOLEJKA
- Unia Gorzów Wielkopolski 1:3 Śląsk Wrocław Bramka: Roman Dragon – ?

2 KOLEJKA
- Arkonia Szczecin 1:0 Unia Gorzów Wielkopolski

3 KOLEJKA
- Unia Gorzów Wielkopolski 1:0 Polonia Warszawa Bramka: Norbert Szuster

4 KOLEJKA
- Zawisza Bydgoszcz 3:0 Unia Gorzów Wielkopolski

5 KOLEJKA
- Unia Gorzów Wielkopolski 0:1 Lech Poznań

6 KOLEJKA
- Bałtyk Gdynia 4:0 Unia Gorzów Wielkopolski

7 KOLEJKA
- Unia Gorzów Wielkopolski 1:0 Unia Racibórz Bramka: Zbigniew Zawko

8 KOLEJKA
- Olimpia Poznań 5:0 Unia Gorzów Wielkopolski

9 KOLEJKA
- Unia Gorzów Wielkopolski 2:1 Polonia Gdańsk Bramki: Roman Dragon, Zbigniew Zawko – ?

10 KOLEJKA
- Unia Gorzów Wielkopolski 2:2 Calisia Kalisz Bramki: Ryszard Daniszewski, De Martin – ?

11 KOLEJKA
- Warta Poznań 2:1 Unia Gorzów Wielkopolski Bramka: ? – Jerzy Kaczmarek

12 KOLEJKA
- Śląsk Wrocław 4:1 Unia Gorzów Wielkopolski Bramka: ? – Jerzy Kaczmarek

13 KOLEJKA
- Unia Gorzów Wielkopolski 1:0 Arkonia Szczecin Bramka: Roman Dragon

14 KOLEJKA
- Polonia Warszawa 4:4 Unia Gorzów Wielkopolski Bramki: ? – Roman Dragon, Marian Cichosz, Franciszek Czuba, Andrzej Biliński

15 KOLEJKA
- Unia Gorzów Wielkopolski 0:3 Zawisza Bydgoszcz

16 KOLEJKA
- Lech Poznań 4:3 Unia Gorzów Wielkopolski Bramki: ? – Jerzy Kaczmarek 2, Andrzej Biliński

17 KOLEJKA
- Unia Gorzów Wielkopolski 1:1 Bałtyk Gdynia Bramka: Andrzej Biliński – ?

18 KOLEJKA
- Unia Racibórz 9:0 Unia Gorzów Wielkopolski

19 KOLEJKA
- Unia Gorzów Wielkopolski 1:0 Olimpia Poznań Bramka: Roman Dragon

20 KOLEJKA
- Polonia Gdańsk 2:1 Unia Gorzów Wielkopolski Bramka: ? – Andrzej Biliński

21 KOLEJKA
- Calisia Kalisz 4:1 Unia Gorzów Wielkopolski Bramka: ? – Andrzej Biliński

22 KOLEJKA
- Unia Gorzów Wielkopolski 2:0 Warta Poznań Bramki: Roman Dragon, Franciszek Czuba

## Liga Okręgowa[1]
| Lp. | Drużyna                             | Mecze | Punkty | Bramki |
| --- | ----------------------------------- | ----- | ------ | ------ |
| 1   | Czarni Żagań                        | 22    | 33     | 72-34  |
| 2   | Warta Gorzów Wielkopolski           | 22    | 32     | 56-23  |
| 3   | Promień Żary                        | 22    | 30     | 65-30  |
| 4   | Lechia Zielona Góra                 | 22    | 29     | 58-37  |
| 5   | (Olimpia) Pogoń Świebodzin          | 22    | 23     | 43-40  |
| 6   | Odra Krosno Odrzańskie              | 22    | 20     | 37-43  |
| 7   | Polonia Gubin                       | 22    | 19     | 41-42  |
| 8   | Włókniarz Żary                      | 22    | 19     | 40-57  |
| 9   | Orzeł Międzyrzecz                   | 22    | 18     | 39-58  |
| 10  | (Lubuszanka) Budowlani Zielona Góra | 22    | 18     | 26-46  |
| 11  | (Polonia) Arka Nowa Sól             | 22    | 13     | 29-52  |
| 12  | Iskra Wymiarki                      | 22    | 10     | 27-71  |

| Lp. | Tabela baraży grupa I | Mecze | Punkty | Bramki |
| --- | --------------------- | ----- | ------ | ------ |
| 1   | Górnik Konin          | 4     | 4      | 6-5    |
| 2   | Lechia Szczecinek     | 4     | 4      | 7-6    |
| 3   | Czarni Żagań          | 4     | 4      | 5-7    |

1 KOLEJKA
- Włókniarz Żary 2:0 Warta Gorzów Wielkopolski. Bramki: Świerk i Chudoba
- Orzeł Międzyrzecz 0:2 Promień Żary. Bramki: Kwiatek 2
- Lechia Zielona Góra 6:2 Odra Krosno Odrzańskie. Bramki: Walkowiak 3, Soroko 2, Szcześniak 3 – Środa, Ciapisiński
- Czarni Żagań 3:0 Lubuszanka Zielona Góra
- Olimpia Świebodzin 1:1 Polonia Nowa Sól
- Polonia Gubin 4:1 Iskra Wymiarki. Bramki: Jutrzenka 2, Płatek, Kruk – Gut

2 KOLEJKA
- Lubuszanka Zielona Góra 1:5 Polonia Gubin
- Warta Gorzów Wielkopolski 5:0 Orzeł Międzyrzecz
- Promień Żary 2:2 Czarni Żagań
- Odra Krosno Odrzańskie 5:2 Włókniarz Żary
- Polonia Nowa Sól 2:4 Lechia Zielona Góra
- Iskra Wymiarki 0:5 Olimpia Świebodzin

3 KOLEJKA
- Olimpia Świebodzin 1:0 Warta Gorzów Wielkopolski
- Polonia Nowa Sól 2:0 Odra Krosno Odrzańskie
- Czarni Żagań 6:1 Iskra Wymiarki
- Włókniarz Żary 0:1 Lubuszanka Zielona Góra
- Orzeł Międzyrzecz 0:0 Polonia Gubin
- Lechia Zielona Góra 4:2 Promień Żary

4 KOLEJKA
- Warta Gorzów Wielkopolski 1:0 Lechia Zielona Góra
- Polonia Gubin 1:5 Czarni Żagań
- Promień Żary 3:0 Włókniarz Żary
- Iskra Wymiarki 2:1 Polonia Nowa Sól
- Odra Krosno Odrzańskie 0:2 Olimpia Świebodzin
- Lubuszanka Zielona Góra 3:2 Orzeł Międzyrzecz

5 KOLEJKA
- Lechia Zielona Góra 3:2 Polonia Gubin
- Odra Krosno Odrzańskie 0:0 Warta Gorzów Wielkopolski
- Orzeł Międzyrzecz 7:2 Iskra Wymiarki
- Polonia Nowa Sól 2:5 Promień Żary
- Olimpia Świebodzin 1:0 Lubuszanka Zielona Góra
- Włókniarz Żary 3:3 Promień Żary

6 KOLEJKA
- Promień Żary 4:0 Olimpia Świebodzin
- Lubuszanka Zielona Góra 0:2 Lechia Zielona Góra
- Czarni Żagań 7:2 Orzeł Międzyrzecz
- Polonia Gubin 1:1 Włókniarz Żary
- Iskra Wymiarki 1:1 Odra Krosno Odrzańskie
- Warta Gorzów Wielkopolski 3:0 Polonia Nowa Sól

7 KOLEJKA
- Lechia Zielona Góra 4:4 Orzeł Międzyrzecz
- Warta Gorzów Wielkopolski 2:2 Promień Żary
- Polonia Nowa Sól 1:1 Polonia Gubin
- Odra Krosno Odrzańskie 1:1 Lubuszanka Zielona Góra
- Olimpia Świebodzin 0:2 Czarni Żagań
- Włókniarz Żary 2:2 Iskra Wymiarki

8 KOLEJKA
- Czarni Żagań 1:1 Lechia Zielona Góra
- Lubuszanka Zielona Góra 3:0 Polonia Nowa Sól
- Promień Żary 3:0 Odra Krosno Odrzańskie
- Iskra Wymiarki 3:4 Warta Gorzów Wielkopolski
- Orzeł Międzyrzecz 1:0 Włókniarz Żary
- Polonia Gubin 3:0 Olimpia Świebodzin

9 KOLEJKA
- Lechia Zielona Góra 7:1 Iskra Wymiarki
- Warta Gorzów Wielkopolski 4:0 Polonia Gubin
- Olimpia Świebodzin 1:2 Włókniarz Żary
- Polonia Nowa Sól 1:3 Orzeł Międzyrzecz
- Promień Żary 8:1 Lubuszanka Zielona Góra
- Odra Krosno Odrzańskie 2:5 Czarni Żagań

10 KOLEJKA
- Warta Gorzów Wielkopolski 3:0 Lubuszanka Zielona Góra
- Iskra Wymiarki 1:2 Promień Żary
- Orzeł Międzyrzecz 1:0 Olimpia Świebodzin
- Czarni Żagań 5:1 Polonia Nowa Sól
- Polonia Gubin 3:0 Odra Krosno Odrzańskie
- Włókniarz Żary 5:2 Lechia Zielona Góra

11 KOLEJKA
- Lubuszanka Zielona Góra 3:0 vo Iskra Wymiarki. Mecz zakończył się wynikiem 1:1, lecz w zespole Iskry grał zawodnik Kozłowski który powinien pauzować za czerwoną kartkę.
- Czarni Żagań 2:1 Warta Gorzów Wielkopolski
- Promień Żary 2:2 Polonia Gubin
- Odra Krosno Odrzańskie 1:0 Orzeł Międzyrzecz
- Polonia Nowa Sól 3:1 Włókniarz Żary
- Olimpia Świebodzin 1:2 Lechia Zielona Góra

12 KOLEJKA
- Warta Gorzów Wielkopolski 4:4 Czarni Żagań
- Iskra Wymiarki 5:2 Lubuszanka Zielona Góra
- Lechia Zielona Góra 3:1 Olimpia Świebodzin
- Polonia Gubin 1:3 Promień Żary
- Orzeł Międzyrzecz 5:3 Odra Krosno Odrzańskie
- Włókniarz Żary 2:1 Polonia Nowa Sól

13 KOLEJKA
- Lubuszanka Zielona Góra 2:1 Warta Gorzów Wielkopolski
- Lechia Zielona Góra 7:0 Włókniarz Żary
- Polonia Nowa Sól 3:1 Czarni Żagań
- Promień Żary 1:1 Iskra Wymiarki
- Odra Krosno Odrzańskie 2:4 Polonia Gubin
- Olimpia Świebodzin 5:1 Orzeł Międzyrzecz

14 KOLEJKA
- Czarni Żagań 1:1 Odra Krosno Odrzańskie
- Włókniarz Żary 6:3 Olimpia Świebodzin
- Iskra Wymiarki 2:1 Lechia Zielona Góra
- Promień Żary 3:0 Lubuszanka Zielona Góra
- Polonia Gubin 0:3 Warta Gorzów Wielkopolski
- Orzeł Międzyrzecz 1:1 Polonia Nowa Sól

15 KOLEJKA
- Odra Krosno Odrzańskie 3:1 Promień Żary
- Polonia Nowa Sól 1:0 Lubuszanka Zielona Góra
- Warta Gorzów Wielkopolski 5:0 Iskra Wymiarki
- Olimpia Świebodzin 3:2 Polonia Gubin
- Włókniarz Żary 2:2 Orzeł Międzyrzecz
- Lechia Zielona Góra 2:2 Czarni Żagań

16 KOLEJKA
- Lubuszanka Zielona Góra 1:3 Odra Krosno Odrzańskie
- Iskra Wymiarki 1:5 Włókniarz Żary
- Czarni Żagań 4:4 Olimpia Świebodzin
- Polonia Gubin 2:0 Polonia Nowa Sól
- Orzeł Międzyrzecz 2:1 Lechia Zielona Góra
- Promień Żary 0:3 Warta Gorzów Wielkopolski

17 KOLEJKA
- Lechia Zielona Góra 1:0 Lubuszanka Zielona Góra
- Włókniarz Żary 4:3 Polonia Gubin
- Olimpia Świebodzin 2:1 Promień Żary
- Odra Krosno Odrzańskie 3:0 Iskra Wymiarki
- Polonia Nowa Sól 1:2 Warta Gorzów Wielkopolski
- Orzeł Międzyrzecz 1:3 Czarni Żagań

18 KOLEJKA
- Warta Gorzów Wielkopolski 3:1 Odra Krosno Odrzańskie
- Czarni Żagań 8:1 Włókniarz Żary
- Lubuszanka Zielona Góra 0:3 Olimpia Świebodzin
- Polonia Gubin 1:2 Lechia Zielona Góra
- Iskra Wymiarki 1:2 Orzeł Międzyrzecz
- Promień Żary 5:1 Polonia Nowa Sól

19 KOLEJKA
- Lechia Zielona Góra 1:3 Warta Gorzów Wielkopolski
- Czarni Żagań 2:0 Polonia Gubin
- Włókniarz Żary 1:6 Promień Żary
- Polonia Nowa Sól 2:0 Iskra Wymiarki
- Olimpia Świebodzin 1:2 Odra Krosno Odrzańskie
- Orzeł Międzyrzecz 1:2 Lubuszanka Zielona Góra

20 KOLEJKA
- Iskra Wymiarki 0:3 vo Czarni Żagań. Mecz zakończył się wynikiem 2:1 dla Iskry, lecz w zespole Iskry grał zawodnik Michał Pilny który był zawieszony w rozgrywkach.
- Promień Żary 3:1 Lechia Zielona Góra
- Lubuszanka Zielona Góra 1:1 Włókniarz Żary
- Warta Gorzów Wielkopolski 2:2 Olimpia Świebodzin
- Odra Krosno Odrzańskie 4:0 Polonia Nowa Sól
- Polonia Gubin 5:2 Orzeł Międzyrzecz

21 KOLEJKA
- Czarni Żagań 2:1 Promień Żary
- Olimpia Świebodzin 3:1 Iskra Wymiarki
- Polonia Gubin 1:2 Lubuszanka Zielona Góra
- Lechia Zielona Góra 3:2 Polonia Nowa Sól
- Włókniarz Żary 1:2 Odra Krosno Odrzańskie
- Orzeł Międzyrzecz 1:3 Warta Gorzów Wielkopolski

22 KOLEJKA
- Lubuszanka Zielona Góra 3:1 Czarni Żagań
- Warta Gorzów Wielkopolski 4:0 Włókniarz Żary
- Odra Krosno Odrzańskie 0:1 Lechia Zielona Góra
- Polonia Nowa Sól 3:4 Olimpia Świebodzin
- Promień Żary 6:1 Orzeł Międzyrzecz
- Iskra Wymiarki 2:2 Polonia Gubin

## Klasa A Północna[2]
| Lp. | Drużyna                      | Mecze | Punkty | Bramki |
| --- | ---------------------------- | ----- | ------ | ------ |
| 1   | (Obra) Klon Babimost         | 16    | 27     | 65-10  |
| 2   | (Zawisza) Lech Sulechów      | 16    | 20     | 38-17  |
| 3   | Syrena Zbąszynek             | 16    | 19     | 43-33  |
| 4   | Warta II Gorzów Wielkopolski | 16    | 19     | 31-26  |
| 5   | Czarni Witnica               | 16    | 15     | 33-39  |
| 6   | Sokół Gorzów Wielkopolski    | 16    | 14     | 36-35  |
| 7   | (Sulęcinianka) Stal Sulęcin  | 16    | 13     | 28-48  |
| 8   | Polonia Nowe Kramsko         | 16    | 9      | 29-48  |
| 9   | Pogoń Skwierzyna             | 16    | 7      | 15-60  |

1 KOLEJKA
- Syrena Zbąszynek 1:2 Warta II Gorzów Wielkopolski
- Sokół Gorzów Wielkopolski 4:4 Czarni Witnica
- Pogoń Skwierzyna 2:4 Sulęcinianka Sulęcin
- Zawisza Sulechów 2:0 Polonia Nowe Kramsko

2 KOLEJKA
- Sokół Gorzów Wielkopolski 2:2 Obra Babimost
- Warta II Gorzów Wielkopolski 5:0 Czarni Witnica
- Polonia Nowe Kramsko 0:1 Syrena Zbąszynek
- Sulęcinianka Sulęcin 2:0 Zawisza Sulechów

3 KOLEJKA
- Syrena Zbąszynek 5:0 Sulęcinianka Sulęcin
- Zawisza Sulechów 5:0 Pogoń Skwierzyna
- Czarni Witnica 3:0 Polonia Nowe Kramsko
- Obra Babimost 5:0 Warta II Gorzów Wielkopolski

4 KOLEJKA
- Warta II Gorzów Wielkopolski 1:1 Sokół Gorzów Wielkopolski
- Pogoń Skwierzyna 1:3 Syrena Zbąszynek
- Sulęcinianka Sulęcin 1:3 Czarni Witnica
- Polonia Nowe Kramsko 0:2 Obra Babimost

5 KOLEJKA
- Syrena Zbąszynek 3:0 Zawisza Sulechów
- Czarni Witnica 3:0 Pogoń Skwierzyna
- Obra Babimost 9:1 Sulęcinianka Sulęcin
- Sokół Gorzów Wielkopolski 6:1 Polonia Nowe Kramsko

6 KOLEJKA
- Zawisza Sulechów 5:1 Czarni Witnica
- Pogoń Skwierzyna 1:13 Obra Babimost
- Sulęcinianka Sulęcin 2:2 Sokół Gorzów Wielkopolski
- Polonia Nowe Kramsko 4:1 Polonia Nowe Kramsko

7 KOLEJKA
- Sokół Gorzów Wielkopolski 4:1 Pogoń Skwierzyna
- Warta II Gorzów Wielkopolski 6:1 Sulęcinianka Sulęcin
- Obra Babimost 0:0 Zawisza Sulechów
- Czarni Witnica 4:2 Syrena Zbąszynek

8 KOLEJKA
- Sokół Gorzów Wielkopolski 1:1 Zawisza Sulechów
- Syrena Zbąszynek 1:4 Obra Babimost
- Pogoń Skwierzyna 0:1 Warta II Gorzów Wielkopolski
- Sulęcinianka Sulęcin 4:2 Polonia Nowe Kramsko

9 KOLEJKA
- Warta II Gorzów Wielkopolski 1:1 Zawisza Sulechów
- Sokół Gorzów Wielkopolski 2:5 Syrena Zbąszynek
- Obra Babimost 3:0 Czarni Witnica
- Polonia Nowe Kramsko 2:3 Pogoń Skwierzyna

10 KOLEJKA
- Syrena Zbąszynek 2:1 Sokół Gorzów Wielkopolski
- Pogoń Skwierzyna 9:1 Polonia Nowe Kramsko
- Zawisza Sulechów 5:0 Warta II Gorzów Wielkopolski
- Czarni Witnica 0:2 Obra Babimost

11 KOLEJKA
- Warta II Gorzów Wielkopolski 5:0 Pogoń Skwierzyna
- Zawisza Sulechów 7:1 Sokół Gorzów Wielkopolski
- Obra Babimost 5:0 Syrena Zbąszynek
- Sulęcinianka Sulęcin 2:4 Polonia Nowe Kramsko

12 KOLEJKA
- Syrena Zbąszynek 4:2 Czarni Witnica
- Zawisza Sulechów 2:2 Obra Babimost
- Pogoń Skwierzyna 0:3 Sokół Gorzów Wielkopolski
- Sulęcinianka Sulęcin 2:2 Warta II Gorzów Wielkopolski

13 KOLEJKA
- Sokół Gorzów Wielkopolski 3:2 Sulęcinianka Sulęcin
- Warta II Gorzów Wielkopolski 1:0 Polonia Nowe Kramsko
- Obra Babimost 6:0 Pogoń Skwierzyna
- Czarni Witnica 0:2 Zawisza Sulechów

14 KOLEJKA
- Zawisza Sulechów 1:1 Syrena Zbąszynek
- Polonia Nowe Kramsko 3:3 Sokół Gorzów Wielkopolski
- Sulęcinianka Sulęcin 1:1 Obra Babimost
- Pogoń Skwierzyna 1:0 Czarni Witnica

15 KOLEJKA
- Sokół Gorzów Wielkopolski 0:1 Warta II Gorzów Wielkopolski
- Syrena Zbąszynek 3:0 Pogoń Skwierzyna
- Obra Babimost 3:3 Polonia Nowe Kramsko
- Czarni Witnica 2:0 Sulęcinianka Sulęcin

16 KOLEJKA
- Warta II Gorzów Wielkopolski 0:1 Obra Babimost
- Polonia Nowe Kramsko 4:0 Czarni Witnica
- Pogoń Skwierzyna 3:3 Zawisza Sulechów
- Sulęcinianka Sulęcin 4:3 Syrena Zbąszynek

17 KOLEJKA
- Syrena Zbąszynek 7:3 Polonia Nowe Kramsko
- Zawisza Sulechów 3:1 Sulęcinianka Sulęcin
- Czarni Witnica 4:1 Warta II Gorzów Wielkopolski
- Obra Babimost 6:0 Sokół Gorzów Wielkopolski

18 KOLEJKA
- Warta II Gorzów Wielkopolski 4:1 Syrena Zbąszynek
- Czarni Witnica 3:2 Sokół Gorzów Wielkopolski
- Polonia Nowe Kramsko 1:1 Zawisza Sulechów
- Sulęcinianka Sulęcin 1:0 Pogoń Skwierzyna

## Klasa A Południowa[2]
| Lp. | Drużyna                                | Mecze | Punkty | Bramki |
| --- | -------------------------------------- | ----- | ------ | ------ |
| 1   | (Wiarus) Tęcza Krosno Odrzańskie       | 16    | 29     | 51-14  |
| 2   | Sprotavia Szprotawa                    | 16    | 24     | 37-18  |
| 3   | (Burza) Korona Kożuchów                | 16    | 20     | 23-18  |
| 4   | Mirostowiczanka Mirostowice            | 16    | 15     | 24-29  |
| 5   | Budowlani Lubsko                       | 16    | 14     | 27-27  |
| 6   | Włókniarz II Żary                      | 16    | 13     | 21-24  |
| 7   | Lechia II Zielona Góra                 | 16    | 11     | 16-27  |
| 8   | (Lubuszanka) Budowlani II Zielona Góra | 16    | 9      | 25-39  |
| 9   | Polonia II Nowa Sól                    | 16    | 9      | 17-42  |

- W związku ze spadkiem pierwszego zespołu Polonii Nowa Sól z Klasy Okręgowej do A Klasy, rezerwy zostały zdegradowane.

Po sezonie doszło do baraży wicemistrzów B Klasy Żary z wicemistrzem B Klasy Zielona Góra. Zwycięzca tego pojedynku uzupełnił A Klasę, która w następnym sezonie liczyła 10 zespołów.
|}

1 KOLEJKA
- Lubuszanka II Zielona Góra 3:3 Budowlani Lubsko
- Burza Kożuchów 1:1 Polonia II Nowa Sól
- Włókniarz II Żary 1:5 Wiarus Krosno Odrzańskie
- Mirostowiczanka Mirostowice 0:3 Sprotavia Szprotawa

2 KOLEJKA
- Wiarus Krosno Odrzańskie 4:0 Lubuszanka II Zielona Góra
- Burza Kożuchów 0:1 Włókniarz II Żary
- Sprotavia Szprotawa 3:2 Polonia II Nowa Sól
- Budowlani Lubsko 2:2 Lechia II Zielona Góra

3 KOLEJKA
- Lubuszanka II Zielona Góra 0:2 Burza Kożuchów
- Lechia II Zielona Góra 2:3 Wiarus Krosno Odrzańskie
- Polonia II Nowa Sól 1:0 Mirostowiczanka Mirostowice
- Włókniarz II Żary 2:2 Sprotavia Szprotawa

4 KOLEJKA
- Budowlani Lubsko 0:4 Wiarus Krosno Odrzańskie
- Sprotavia Szprotawa 3:1 Lubuszanka II Zielona Góra
- Burza Kożuchów 2:0 Lechia II Zielona Góra
- Mirostowiczanka Mirostowice 1:0 Włókniarz II Żary

5 KOLEJKA
- Polonia II Nowa Sól 1:1 Włókniarz II Żary
- Sprotavia Szprotawa 1:0 Lechia II Zielona Góra
- Budowlani Lubsko 2:2 Burza Kożuchów

6 KOLEJKA
- Lubuszanka II Zielona Góra 0:2 Polonia II Nowa Sól
- Burza Kożuchów 2:3 Wiarus Krosno Odrzańskie
- Sprotavia Szprotawa 3:0 Budowlani Lubsko
- Mirostowiczanka Mirostowice 0:0 Lechia II Zielona Góra

7 KOLEJKA
- Sprotavia Szprotawa 1:2 Wiarus Krosno Odrzańskie
- Lechia II Zielona Góra 5:1 Polonia II Nowa Sól
- Włókniarz II Żary 3:1 Lubuszanka II Zielona Góra
- Budowlani Lubsko 4:1 Mirostowiczanka Mirostowice

8 KOLEJKA
- Wiarus Krosno Odrzańskie 12:0 Mirostowiczanka Mirostowice
- Polonia II Nowa Sól 0:3 Budowlani Lubsko
- Włókniarz II Żary 2:2 Lechia II Zielona Góra
- Sprotavia Szprotawa 2:2 Burza Kożuchów

9 KOLEJKA
- Polonia II Nowa Sól 1:0 Wiarus Krosno Odrzańskie
- Burza Kożuchów 1:0 Mirostowiczanka Mirostowice
- Lechia II Zielona Góra 1:1 Lubuszanka II Zielona Góra
- Budowlani Lubsko 1:0 Włókniarz II Żary

10 KOLEJKA
- Mirostowiczanka Mirostowice 4:0 Burza Kożuchów
- Lubuszanka II Zielona Góra 2:2 Lechia II Zielona Góra
- Włókniarz II Żary?:? Budowlani Lubsko
- Wiarus Krosno Odrzańskie?:? Polonia II Nowa Sól

11 KOLEJKA
- Lechia II Zielona Góra 2:1 Włókniarz II Żary
- Burza Kożuchów 1:3 Sprotavia Szprotawa
- Budowlani Lubsko 3:0 vo Polonia II Nowa Sól
- Mirostowiczanka Mirostowice 1:2 Wiarus Krosno Odrzańskie

12 KOLEJKA
- Lubuszanka II Zielona Góra 3:4 Włókniarz II Żary
- Polonia II Nowa Sól 0:0 Lechia II Zielona Góra
- Wiarus Krosno Odrzańskie 2:1 Sprotavia Szprotawa
- Mirostowiczanka Mirostowice 3:2 Budowlani Lubsko

13 KOLEJKA
- Lechia II Zielona Góra 0:5 Mirostowiczanka Mirostowice
- Polonia II Nowa Sól 3:6 Lubuszanka II Zielona Góra
- Wiarus Krosno Odrzańskie 1:2 Burza Kożuchów
- Budowlani Lubsko 3:1 Sprotavia Szprotawa

14 KOLEJKA
- Sprotavia Szprotawa 2:0 Lechia II Zielona Góra
- Burza Kożuchów 1:1 Budowlani Lubsko
- Mirostowiczanka Mirostowice 1:0 Lubuszanka II Zielona Góra
- Włókniarz II Żary 5:0 Polonia II Nowa Sól

15 KOLEJKA
- Włókniarz II Żary 1:0 Mirostowiczanka Mirostowice
- Wiarus Krosno Odrzańskie 3:0 Budowlani Lubsko
- Lubuszanka II Zielona Góra?:? Sprotavia Szprotawa
- Lechia II Zielona Góra?:? Burza Kożuchów

16 KOLEJKA
- Wiarus Krosno Odrzańskie 3:1 Lechia II Zielona Góra
- Burza Kożuchów 2:0 Lubuszanka II Zielona Góra
- Mirostowiczanka Mirostowice 5:1 Polonia II Nowa Sól
- Sprotavia Szprotawa 2:0 Włókniarz II Żary

17 KOLEJKA
- Lubuszanka II Zielona Góra 2:2 Wiarus Krosno Odrzańskie
- Lechia II Zielona Góra 1:0 Budowlani Lubsko
- Polonia II Nowa Sól 2:6 Sprotavia Szprotawa
- Włókniarz II Żary 0:1 Burza Kożuchów

18 KOLEJKA
- Polonia II Nowa Sól 2:0 Burza Kożuchów
- Wiarus Krosno Odrzańskie 2:1 Włókniarz II Żary
- Budowlani Lubsko 4:2 Lubuszanka II Zielona Góra
- Sprotavia Szprotawa 1:0 Mirostowiczanka Mirostowice

## Klasa B Gorzów Wielkopolski
| Lp. | Drużyna                              | Mecze | Punkty | Bramki |
| --- | ------------------------------------ | ----- | ------ | ------ |
| 1   | (Unia) Stilon II Gorzów Wielkopolski | 22    | 37     | 115-31 |
| 2   | Orzeł II Międzyrzecz                 | 22    | 34     | 92-34  |
| 3   | Lubuszanin Drezdenko                 | 22    | 34     | 77-38  |
| 4   | Łucznik Strzelce Krajeńskie          | 22    | 29     | 65-45  |
| 5   | LZS Bobrówko                         | 22    | 23     | 54-66  |
| 6   | (Chrobry) Spójnia Ośno Lubuskie      | 22    | 22     | 56-55  |
| 7   | Warta Słońsk                         | 22    | 19     | 78-73  |
| 8   | Admira Gorzów Wielkopolski           | 22    | 19     | 47-67  |
| 9   | (LZS) Uran Trzebicz                  | 22    | 18     | 34-60  |
| 10  | Celuloza Kostrzyn nad Odrą           | 22    | 15     | 38-68  |
| 11  | (Pogoń) Meprozet Stare Kurowo        | 22    | 14     | 39-92  |
| 12  | (Tęcza) Zjednoczeni Przytoczna       | 22    | 9      | 2-73   |

1 KOLEJKA
2 KOLEJKA
- LZS Trzebicz 2:2 Pogoń Stare Kurowo
- Tęcza Przytoczna 4:1 Orzeł II Międzyrzecz
- Celuloza Kostrzyn nad Odrą 0:10 Unia II Gorzów Wielkopolski
- Warta Słońsk 3:5 Lubuszanin Drezdenko
- Chrobry Ośno Lubuskie 5:0 Łucznik Strzelce Kajeńskie
- LZS Bobrówko 3:2 Admira Gorzów Wielkopolski

3 KOLEJKA
- Tęcza Przytoczna 2:0 Chrobry Ośno Lubuski
- Orzeł II Międzyrzecz 5:1 Warta Słońsk
- Łucznik Strzelce Kajeńskie 3:0 vo LZS Trzebicz
- Lubuszanin Drezdenko 6:2 LZS Bobrówko
- Unia II Gorzów Wielkopolski 13:0 Pogoń Stare Kurowo
- Admira Gorzów Wielkopolski 3:4 Celuloza Kostrzyn nad Odrą

4 KOLEJKA
- LZS Trzebicz 1:4 Orzeł II Międzyrzecz
- Celuloza Kostrzyn nad Odrą 4:3 Tęcza Przytoczna
- Lubuszanin Drezdenko 1:2 Unia II Gorzów Wielkopolski
- Pogoń Stare Kurowo 3:3 Łucznik Strzelce Kajeńskie
- Warta Słońsk 10:1 Admira Gorzów Wielkopolski
- LZS Bobrówko 3:2 Chrobry Ośno Lubuski

5 KOLEJKA
6 KOLEJKA
7 KOLEJKA
- Orzeł II Międzyrzecz 0:0 Unia II Gorzów Wielkopolski
- Chrobry Ośno Lubuski 4:1 LZS Trzebicz
- Celuloza Kostrzyn nad Odrą 3:2 Warta Słońsk
- Łucznik Strzelce Kajeńskie 4:1 LZS Bobrówko
- Admira Gorzów Wielkopolski 2:5 Lubuszanin Drezdenko
- Tęcza Przytoczna 16:1 Pogoń Stare Kurowo

8 KOLEJKA
- LZS Trzebicz 3:3 Tęcza Przytoczna
- Lubuszanin Drezdenko 6:1 Orzeł II Międzyrzecz
- Warta Słońsk 5:2 Chrobry Ośno Lubuski
- Pogoń Stare Kurowo 3:0 Admira Gorzów Wielkopolski
- Unia II Gorzów Wielkopolski 6:4 Łucznik Strzelce Kajeńskie

9 KOLEJKA
- Tęcza Przytoczna 5:5 Unia II Gorzów Wielkopolski

10 KOLEJKA
- Celuloza Kostrzyn nad Odrą 1:0 LZS Trzebicz
- Łucznik Strzelce Kajeńskie 2:1 Orzeł II Międzyrzecz
- Lubuszanin Drezdenko 2:0 Tęcza Przytoczna
- Pogoń Stare Kurowo 2:7 Chrobry Ośno Lubuski
- LZS Bobrówko 4:2 Warta Słońsk
- Unia II Gorzów Wielkopolski 10:1 Admira Gorzów Wielkopolski

11 KOLEJKA
- LZS Trzebicz 3:4 LZS Bobrówko
- Lubuszanin Drezdenko 4:2 Celuloza Kostrzyn nad Odrą
- Warta Słońsk 16:1 Pogoń Stare Kurowo
- Chrobry Ośno Lubuski 1:2 Unia II Gorzów Wielkopolski
- Tęcza Przytoczna 4:3 Łucznik Strzelce Kajeńskie
- Admira Gorzów Wielkopolski 4:7 Orzeł II Międzyrzecz
- Łucznik Strzelce Kajeńskie 3:0 Unia II Gorzów Wielkopolski

15 KOLEJKA
- Tęcza Przytoczna 6:1 LZS Trzebicz
- Łucznik Strzelce Kajeńskie 3:0 Unia II Gorzów Wielkopolski
- Celuloza Kostrzyn nad Odrą 1:2 LZS Bobrówko
- Admira Gorzów Wielkopolski 3:0 vo Pogoń Stare Kurowo
- Chrobry Ośno Lubuski 3:0 vo Warta Słońsk
- Orzeł II Międzyrzecz 4:1 Lubuszanin Drezdenko

16 KOLEJKA
17 KOLEJKA
- Orzeł II Międzyrzecz 4:0 LZS Trzebicz
- Unia II Gorzów Wielkopolski 7:3 Lubuszanin Drezdenko
- Łucznik Strzelce Kajeńskie 0:1 Pogoń Stare Kurowo
- Admira Gorzów Wielkopolski 2:0 Warta Słońsk
- Chrobry Ośno Lubuski 4:3 LZS Bobrówko
- Tęcza Przytoczna 3:1 Celuloza Kostrzyn nad Odrą

18 KOLEJKA
19 KOLEJKA
- Lubuszanin Drezdenko 3:2 Pogoń Stare Kurowo
- Tęcza Przytoczna 5:6 LZS Bobrówko
- Łucznik Strzelce Kajeńskie 8:2 Warta Słońsk
- Admira Gorzów Wielkopolski 4:2 Chrobry Ośno Lubuski
- Orzeł II Międzyrzecz 9:3 Celuloza Kostrzyn nad Odrą
- Unia II Gorzów Wielkopolski 2:3 LZS Trzebicz

## Klasa B Świebodzin
| \| Lp. \| Drużyna \| Mecze \| Punkty \| Bramki \| \| --- \| ----------------------------------- \| ----- \| ------ \| ------ \| \| 1 \| (Słubiczanka) Polonia Słubice \| 20 \| 33 \| 67-19 \| \| 2 \| Odra II Krosno Odrzańskie \| 20 \| 33 \| 77-22 \| \| 3 \| (Obra) Klon II Babimost \| 20 \| 30 \| 55-28 \| \| 4 \| (Olimpia) Pogoń II Świebodzin \| 20 \| 24 \| 42-43 \| \| 5 \| Piast Czerwieńsk \| 20 \| 18 \| 40-42 \| \| 6 \| (Pogoń) Sokół Dąbrówka Wielkopolska \| 20 \| 17 \| 37-42 \| \| 7 \| Zorza Mostki \| 20 \| 15 \| 41-67 \| \| 8 \| Syrena II Zbąszynek \| 20 \| 14 \| 32-44 \| \| 9 \| (LZS) Smogórzanka Smogóry \| 20 \| 14 \| 36-62 \| \| 10 \| Piast Szczawno \| 20 \| 13 \| 32-57 \| \| 11 \| (Tęcza) Victoria Szczaniec \| 20 \| 9 \| 30-68 \| - W dodatkowym meczu o mistrzostwo Klasy B Świebodzin Słubiczanka 3:1 pokonała Odrę II Krosno Odrzańskie. Mecz odbył się w Świebodzinie. - Cargovia Kargowa wycofała się z rozgrywek po 4 kolejce. Wszystkie jej wyniki anulowano, dzięki czemu utrzymała się Tęcza Szczaniec. |                                     |       |        |        |
| Lp. | Drużyna                             | Mecze | Punkty | Bramki |
| 1 | (Słubiczanka) Polonia Słubice       | 20    | 33     | 67-19  |
| 2 | Odra II Krosno Odrzańskie           | 20    | 33     | 77-22  |
| 3 | (Obra) Klon II Babimost             | 20    | 30     | 55-28  |
| 4 | (Olimpia) Pogoń II Świebodzin       | 20    | 24     | 42-43  |
| 5 | Piast Czerwieńsk                    | 20    | 18     | 40-42  |
| 6 | (Pogoń) Sokół Dąbrówka Wielkopolska | 20    | 17     | 37-42  |
| 7 | Zorza Mostki                        | 20    | 15     | 41-67  |
| 8 | Syrena II Zbąszynek                 | 20    | 14     | 32-44  |
| 9 | (LZS) Smogórzanka Smogóry           | 20    | 14     | 36-62  |
| 10 | Piast Szczawno                      | 20    | 13     | 32-57  |
| 11 | (Tęcza) Victoria Szczaniec          | 20    | 9      | 30-68  |

1 KOLEJKA
- Słubiczanka Słubice 5:0 Zorza Mostki
- Odra II Krosno Odrzańskie 7:1 Smogórzanka Smogóry

2 KOLEJKA
- Zorza Mostki 4:4 Olimpia II Świebodzin
- Syrena II Zbąszynek 2:4 Słubiczanka Słubice

3 KOLEJKA
- Olimpia II Świebodzin 4:1 Odra II Krosno Odrzańskie
- Piast Czerwieńsk 3:1 Syrena II Zbąszynek
- Słubiczanka Słubice 3:1 Smogórzanka Smogóry

4 KOLEJKA
- Tęcza Szczaniec 2:2 Słubiczanka Słubice
- Obra II Babimost 0:3 Syrena II Zbąszynek
- Piast Szczawno 3:0 Olimpia II Świebodzin

5 KOLEJKA
6 KOLEJKA
7 KOLEJKA
- Pogoń Dąbrówka Wielkopolska 5:2 Smogórzanka Smogóry
- Olimpia II Świebodzin 2:1 Słubiczanka Słubice
- Piast Czerwieńsk 6:2 Zorza Mostki
- Tęcza Szczaniec 3:3 Obra II Babimost

8 KOLEJKA
- Odra II Krosno Odrzańskie 0:1 Słubiczanka Słubice
- Piast Czerwieńsk 2:2 Olimpia II Świebodzin

9 KOLEJKA

## Klasa B Zielona Góra
| Lp. | Drużyna                | Mecze | Punkty | Bramki |
| --- | ---------------------- | ----- | ------ | ------ |
| 1   | Chrobry Głogów         | 22    |        |        |
| 2   | Kożuchowianka Kożuchów | 22    |        |        |
| 3   | Pogoń Wschowa          | 22    |        |        |
| 4   | LZS Stare Drzewce      | 22    |        |        |
| 5   | Zamet Przemków         | 22    |        |        |
| 6   | Pogoń Nowe Miasteczko  | 22    |        |        |
| 7   | LZS Gaworzyce          | 22    |        |        |
| 8   | Czarni Bytom Odrzański | 22    |        |        |
| 9   | Sparta Sława Śląska    | 22    |        |        |
| 10  | Kolejarz Zielona Góra  | 22    |        |        |
| 11  | LZS Bogaczów           | 22    |        |        |
| 12  | Gwardia Zielona Góra   | 22    |        |        |

- Kożuchowianka Kożuchów i Choroby Głogów zdobyły tyle samo punktów. O mistrzostwie B Klasy zadecydował dodatkowy mecz w Zielonej Górze wygrany przez Chrobrego 3:1.
- Kożuchowianka rozegrała dodatkowy mecz z wicemistrzem B Klasy Żary – Budowlanymi Gozdnica.

1 KOLEJKA
- Chrobry Głogów – LZS Stare Drzewce
- Pogoń Wschowa 5:2 Kożuchowianka Kożuchów
- Zamet Przemków 1:2 Pogoń Nowe Miasteczko
- LZS Gaworzyce 2:6 Czarni Bytom Odrzański
- Sparta Sława Śląska 7:0 Kolejarz Zielona Góra

2 KOLEJKA
- Kolejarz Zielona Góra 1:4 Pogoń Wschowa
- LZS Bogaczów 3:2 LZS Gaworzyce
- Kożuchowianka Kożuchów 3:1 Pogoń Nowe Miasteczko
- Sparta Sława Śląska 2:0 Gwardia Zielona Góra

3 KOLEJKA
- LZS Bogaczów 3:2 Sparta Sława Śląska

4 KOLEJKA
- Pogoń Nowe Miasteczko 2:0 Pogoń Wschowa

5 KOLEJKA
- Czarni Bytom Odrzański 0:6 Pogoń Nowe Miasteczko
- Kolejarz Zielona Góra 3:2 Chrobry Głogów

6 KOLEJKA
- Sparta Sława Śląska 4:0 Pogoń Nowe Miasteczko
- Pogoń Wschowa 5:1 Gwardia Zielona Góra

7 KOLEJKA
8 KOLEJKA
- Pogoń Nowe Miasteczko 5:0 Gwardia Zielona Góra
- Kolejarz Zielona Góra 2:0 Zamet Przemków

9 KOLEJKA
- Chrobry Głogów 2:3 Pogoń Nowe Miasteczko
- Czarni Bytom Odrzański 0:4 Pogoń Wschowa

10 KOLEJKA
11 KOLEJKA
- Kolejarz Zielona Góra 5:0 LZS Stare Drzewce
- Kożuchowianka Kożuchów 4:2 Gwardia Zielona Góra
- Pogoń Nowe Miasteczko 4:2 Zieloni Bogaczów
- Czarni Bytom Odrzański 1:3 Chrobry Głogów
- Sparta Sława Śląska 1:2 Pogoń Wschowa
- Zamet Przemków 3:0 Pogoń Gaworzyce

14 KOLEJKA
- Zieloni Bogaczów 5:2 Chrobry Głogów

## Klasa B Żary
| Lp. | Drużyna              | Mecze | Punkty | Bramki |
| --- | -------------------- | ----- | ------ | ------ |
| 1   | Unia Iłowa           | 20    |        |        |
| 2   | Budowlani Gozdnica   | 20    |        |        |
| 3   | Polonia II Gubin     | 20    |        |        |
| 4   | Stal Jasień          | 20    |        |        |
| 5   | Czarni II Żagań      | 20    |        |        |
| 6   | Unia Kunice          | 20    |        |        |
| 7   | Promień II Żary      | 20    |        |        |
| 8   | Iskra Małomice       | 20    |        |        |
| 9   | Orzeł Konin Żagański | 20    |        |        |
| 10  | Nysa Łęknica         | 20    |        |        |
| 11  | Iskra II Wymiarki    | 20    |        |        |

- Czarni II Żagań 3:5 Unia Iłowa
- Stal Jasień 3:2 Pomień II Żary

1 KOLEJKA
2 KOLEJKA
- Nysa Łęknica 2:6 Budowlani Gozdnica
- Promień II Żary 0:2 Unia Iłowa

3 KOLEJKA
- Iskra II Wymiarki 0:3 Orzeł Jankowa Żagańska

4 KOLEJKA
- Stal Jasień 1:2 Unia Iłowa
- Unia Kunice 1:1 Orzeł Jankowa Żagańska
- Czarni II Żagań 3:1 Iskra Małomice
- Budowlani Gozdnica 5:0 Iskra II Wymiarki
- Promień II Żary 3:2 Nysa Łęknica

5 KOLEJKA
- Promień II Żary 1:1 Iskra II Wymiarki
- Polonia II Gubin 3:2 Iskra Małomice
- Czarni II Żagań 4:0 Orzeł Jankowa Żagańska
- Unia Kunice 5:0 Budowlani Gozdnica
- Stal Jasień 8:1 Nysa Łęknica

6 KOLEJKA
7 KOLEJKA
8 KOLEJKA
- Budowlani Gozdnica 4:0 Promień II Żary

9 KOLEJKA
- Budowlani Gozdnica 5:2 Polonia II Gubin
- Orzeł Jankowa Żagańska 1:4 Stal Jasień

10 KOLEJKA
- Polonia II Gubin 3:3 Promień II Żary
- Czarni II Żagań 0:3 vo Stal Jasień
- Budowlani Gozdnica 1:2 Unia Iłowa
- Iskra Małomice 1:1 Unia Kunice
- Iskra II Wymiarki 6:1 Nysa Łęknica

16 KOLEJKA
- Nysa Łęknica 3:4 Promień II Żary
- Iskra Małomice 3:3 Czarni II Żagań
- Iskra II Wymiarki 0:7 Budowlani Gozdnica
- Orzeł Jankowa Żagańska 2:5 Unia Kunice
- Unia Iłowa 2:1 Stal Jasień

17 KOLEJKA
- Polonia II Gubin 1:1 Unia Iłowa
- Budowlani Gozdnica 0:1 Iskra Małomice
- Orzeł Jankowa Żagańska 5:0 Iskra II Wymiarki
- Nysa Łęknica 2:3 Czarni II Żagań
- Stal Jasień 4:2 Unia Kunice

19 KOLEJKA
- Stal Jasień 4:3 Polonia II Gubin
- Unia Iłowa 3:1 Promień II Żary
- Budowlani Gozdnica 3:0 vo Nysa Łęknica
- Unia Kunice 6:2 Iskra II Wymiarki
- Iskra Małomice 2:0 Orzeł Konin Żagański

## Klasa C
| Lp. | Klasa C Gorzów Wielkopolski           | Mecze | Punkty | Bramki |
| --- | ------------------------------------- | ----- | ------ | ------ |
| 1   | (Unia) Stilon III Gorzów Wielkopolski | 10    | 14     |        |
| 2   | Celuloza II Kostrzyn nad Odrą         | 10    |        |        |
| 3   | Sokół II Gorzów Wielkopolski          | 10    |        |        |
| 4   | LZS Bogdaniec                         | 10    |        |        |
| 5   | (LZS) SHR Wojcieszyce                 | 10    |        |        |
| 6   | Warta Kostrzyn nad Odrą               | 10    |        |        |

| Lp. | Klasa C Głogów           | Mecze | Punkty | Bramki |
| --- | ------------------------ | ----- | ------ | ------ |
| 1   | (LZS) Zryw Kotla         | 12    | 24     | 76-11  |
| 2   | (LZS) Sparta Grębocice   | 12    | 15     | 39-22  |
| 3   | (LZS) Płomień Radwanice  | 12    | 14     | 27-31  |
| 4   | (LZS) Głogówko           | 12    | 13     | 29-35  |
| 5   | Chrobry II Głogów        | 12    | 12     | 35-37  |
| 6   | (LZS) Wilkowianka Wilków | 12    | 4      | 12-37  |
| 7   | LZS Żukowice             | 12    | 4      | 12-51  |

| Lp. | Klasa C Nowa Sól – Szprotawa | Mecze | Punkty | Bramki |
| --- | ---------------------------- | ----- | ------ | ------ |
| 1   | (Burza) Korona II Kożuchów   | 10    | 19     | 44-4   |
| 2   | (LZS) Pogoń Przyborów        | 10    | 14     | 37-18  |
| 3   | Zamet II Przemków            | 10    | 12     | 20-20  |
| 4   | (LZS) Irma Studzieniec       | 10    | 6      | 9-19   |
| 5   | (LZS) Olimpia Gościszowice   | 10    | 5      | 8-23   |
| 6   | (LZS) Polonia Kielcz         | 10    | 4      | 6-39   |

| Lp. | Klasa C Wschowa           | Mecze | Punkty | Bramki |
| --- | ------------------------- | ----- | ------ | ------ |
| 1   | LZS Kandlewo              | 14    | 28     | 60-17  |
| 2   | (LZS) Ikar Krzepielów     | 14    | 17     | 33-19  |
| 3   | LZS Brenno                | 14    | 16     | 39-33  |
| 4   | LZS Konradowo             | 14    | 16     | 37-37  |
| 5   | (LZS) Grom Zamysłów       | 14    | 13     | 24-28  |
| 6   | (LZS) Orzeł Stare Strącze | 14    | 12     | '31-25 |
| 7   | (LZS) Brenewia Wijewo     | 14    | 10     | '23-42 |
| 8   | Pogoń II Wschowa          | 14    | 0      | '0-21  |
| 9   | (LZS) Orzeł Szlichtyngowa | 14    | 0      | '0-21  |

| Lp. | Klasa C Zielona Góra    | Mecze | Punkty | Bramki |
| --- | ----------------------- | ----- | ------ | ------ |
| 1   | (LZS) Zorza Ochla       | 18    | 33     | 98-18  |
| 2   | (LZS) TS Przylep        | 18    | 26     | 62-36  |
| 3   | (LZS) Odra Nietków      | 18    | 19     | 52-44  |
| 4   | (LZS) Ikar Zawada       | 18    | 19     | 53-47  |
| 5   | (LZS) Sparta Nietkowice | 18    | 19     | 36-33  |
| 6   | (LZS) KP Świdnica       | 18    | 19     | 43-41  |
| 7   | LZS Racula              | 18    | 14     | 32-55  |
| 8   | (LZS) Nordis Słone      | 18    | 11     | 22-69  |
| 9   | (LZS) Liwno Zabór       | 18    | 10     | 30-56  |
| 10  | (LZS) Czarni Drągowina  | 18    | 10     | 22-51  |

| Lp. | Klasa C Sulechów              | Mecze | Punkty | Bramki |
| --- | ----------------------------- | ----- | ------ | ------ |
| 1   | (LZS) Odra Klenica            | 14    | 24     | 66-18  |
| 2   | (Zawisza) Lech II Sulechów    | 14    | 24     | 44-19  |
| 3   | (LZS) Kijowianka Kije         | 14    | 16     | 41-26  |
| 4   | LZS Ostrzyce                  | 14    | 16     | 27-24  |
| 5   | (LZS) Mieszko Konotop         | 14    | 10     | 29-42  |
| 6   | (LZS) Łęgowo                  | 14    | 8      | 12-35  |
| 7   | (LZS) Bojadła                 | 14    | 6      | 14-46  |
| 8   | (LZS) Błękitni Smolno Wielkie | 14    | 4      | 13-47  |

| Lp. | Klasa C Międzyrzecz | Mecze | Punkty | Bramki |
| --- | ------------------- | ----- | ------ | ------ |
| 1   | (Obra) GKS Bledzew  | 10    | 18     | 32-5   |
| 2   | Błyskawica Pszczew  | 10    | 16     | 26-8   |
| 3   | LZS Lutol Suchy     | 10    | 10     | 19-23  |
| 4   | Obra Trzciel        | 10    | 8      | 13-27  |
| 5   | LZS Stołuń          | 10    | 6      | 12-24  |
| 6   | Chrobry Brójce      | 10    | 0      | 0-34   |

| Lp. | Klasa C Sulęcin                 | Mecze | Punkty | Bramki |
| --- | ------------------------------- | ----- | ------ | ------ |
| 1   | (LZS) Lubniewiczanka Lubniewice | 12    | 20     | 40-13  |
| 2   | (LZS) Warta Kołczyn             | 12    | 13     | 23-18  |
| 3   | (LZS) Iskra Głuchowo            | 12    | 12     | 20-21  |
| 4   | LZS Brzeźno                     | 12    | 8      | 16-25  |
| 5   | (LZS) Leśnik Lemierzyce         | 12    | 5      | 12-29  |
| 6   | Warta II Słońsk                 | 12    | 4      | 19-22  |
| 7   | (LZS) Toroma Torzym             | 12    | 2      | 3-33   |

| Lp. | Klasa C Świebodzin            | Mecze | Punkty | Bramki |
| --- | ----------------------------- | ----- | ------ | ------ |
| 1   | (Orzeł) Błyskawica Lubinicko  | 8     | 12     | 22-10  |
| 2   | Zorza Grodziszcze             | 8     | 11     | 12-6   |
| 3   | (Górnik) Zjednoczeni Lubrza   | 8     | 9      | 15-14  |
| 4   | LZS Łagów                     | 8     | 5      | 17-21  |
| 5   | (Tęcza) Victoria II Szczaniec | 8     | 1      | 8-25   |

| Lp. | Klasa C Strzelce Krajeńskie | Mecze | Punkty | Bramki |
| --- | --------------------------- | ----- | ------ | ------ |
| 1   | (LZS) Błękitni Dobiegniew   | 6     | 10     | 33-7   |
| 2   | (LZS) Dąb Górki Noteckie    | 6     | 8      | 23-13  |
| 3   | (LZS) Plon Tuczno           | 6     | 3      | 12-29  |
| 4   | Włókniarz Drawiny           | 6     | 3      | 12-31  |

| Lp. | Klasa C Skwierzyna          | Mecze | Punkty | Bramki |
| --- | --------------------------- | ----- | ------ | ------ |
| 1   | (LZS) Polonia Lipki Wielkie | 6     | 8      | 23-6   |
| 2   | Budowlani Murzynowo         | 6     | 8      | 19-12  |
| 3   | (LZS) Trzebiszewo           | 6     | 4      | 9-18   |
| 4   | (LZS) Słowian Deszczno      | 6     | 4      | 9-22   |

| Lp. | Klasa C Żary        | Mecze | Punkty | Bramki |
| --- | ------------------- | ----- | ------ | ------ |
| 1   | Włókniarz Lubsko    | 14    |        |        |
| 2   | Budowlani II Lubsko | 14    |        |        |
| 3   | Nysa Brody          | 14    |        |        |
| 4   | Iskra Jabłonice     | 14    |        |        |
| 5   | (LZS) Homar Górzyn  | 14    |        |        |
| 6   | Stal II Jasień      | 14    |        |        |
| 7   | Tupliczanka Tuplice | 14    |        |        |
| 8   | (LZS) Nysa Tzebiel  | 14    |        |        |

## Sezon 1960 Klasa D
- Brak danych